# Großer Madagaskar-Taggecko
Der Große Madagaskar-Taggecko (Phelsuma grandis) ist eine eigene Art innerhalb der Gattung der Taggeckos (Phelsuma). Bis 2007 wurde die Art als eine Unterart von Phelsuma madagascariensis angesehen.

## Beschreibung
Der Große Madagaskar-Taggecko zählt neben dem Querstreifen-Taggecko (Phelsuma standingi) zu den größten Geckos. Er hat eine Gesamtlänge von bis zu 30 cm und eine Kopf-Rumpf-Länge von 15 cm. Die Grundfarbe ist leuchtend grün mit roter Querbänderung. Diese ist in der Jugendfärbung deutlich ausgeprägt und kann beim adulten Tier vollständig verschwinden, so dass sogar fast rein grüne Exemplare gefunden werden. Einzig ein roter Streifen von der Nase zum Auge ist immer vorhanden. Kehle und Bauch sind weiß bis hellgrau gefärbt.

## Unterschiede zwischen den Geschlechtern
Generell sind die Männchen größer, haben einen massiveren Kopf und sind meist satter gefärbt. Die durchschnittliche Länge eines Männchens beträgt 25–27 cm, das typische Weibchen wird etwa 21–24 cm lang. Dies sind jedoch nur vage Hinweise. Die einzig sichere Unterscheidung neben einer genetischen Untersuchung sind die Femoralporen (Oberschenkelporen), welche bei einem adulten Männchen deutlich ausgeprägter sind und vor allem bei älteren Männchen eine gelbliche Färbung aufweisen.

## Verbreitung

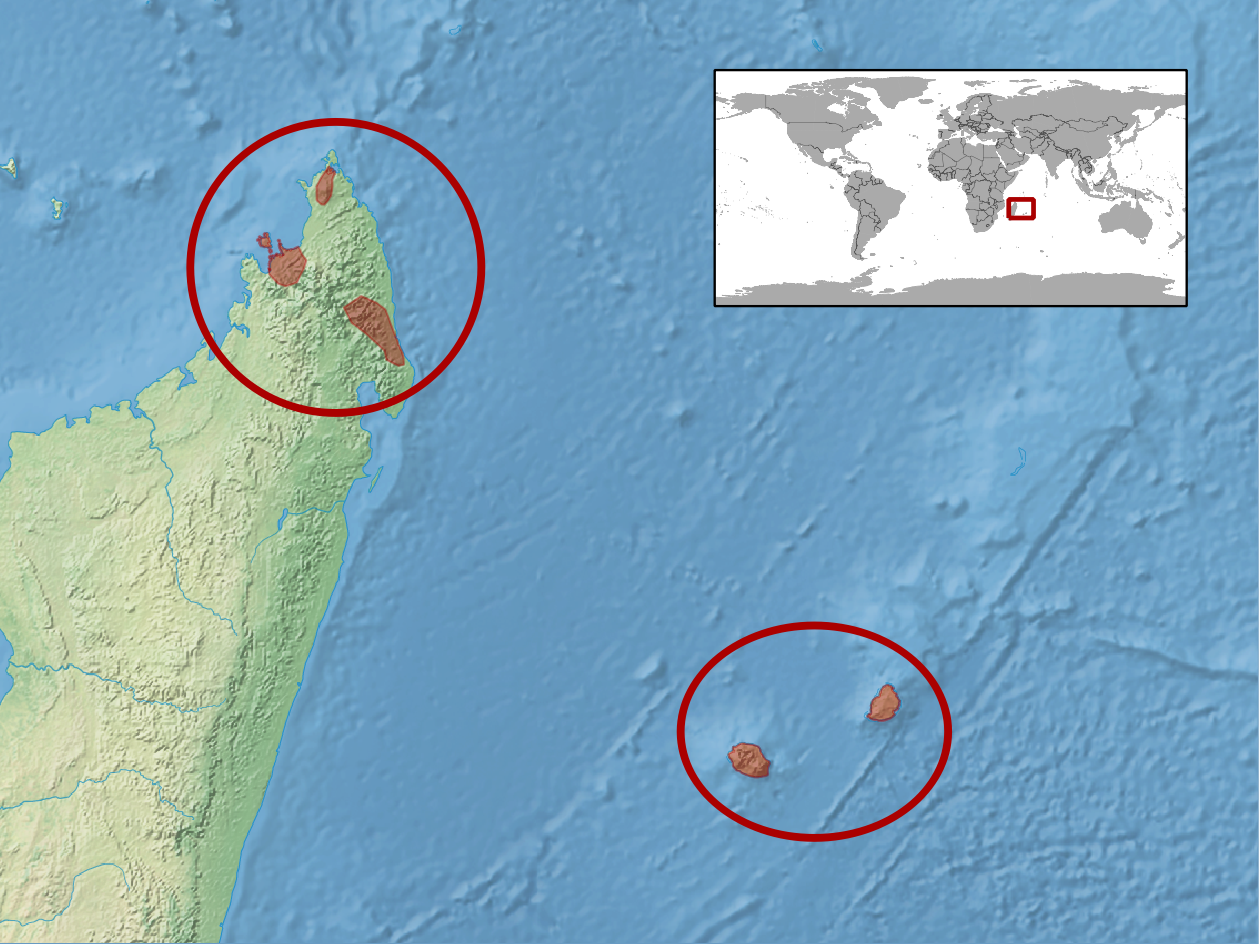
Verbreitungsgebiet

Der Große Madagaskar-Taggecko kommt zwischen Antsiranana und Antonibe im Norden Madagaskars sowie auf der Insel Nosy Be vor. Sämtliche entdeckten Exemplare hielten sich bisher in Küstennähe und selten über 200 m Höhe über dem Meeresspiegel auf. Eingeführt wurde dieser Gecko auf Mauritius und den Florida Keys.

## Ernährung
Neben tierischer Kost (Insekten, Spinnen, Schnecken etc.) ernährt sich der Gecko auch von reifen bis überreifen Früchten, Nektar und Pollen. Diese sollten auch in der Terrarienhaltung zugefüttert werden, als Alternative haben sich Babybrei und Fruchtquark bzw. -joghurt bewährt.

## Terraristik

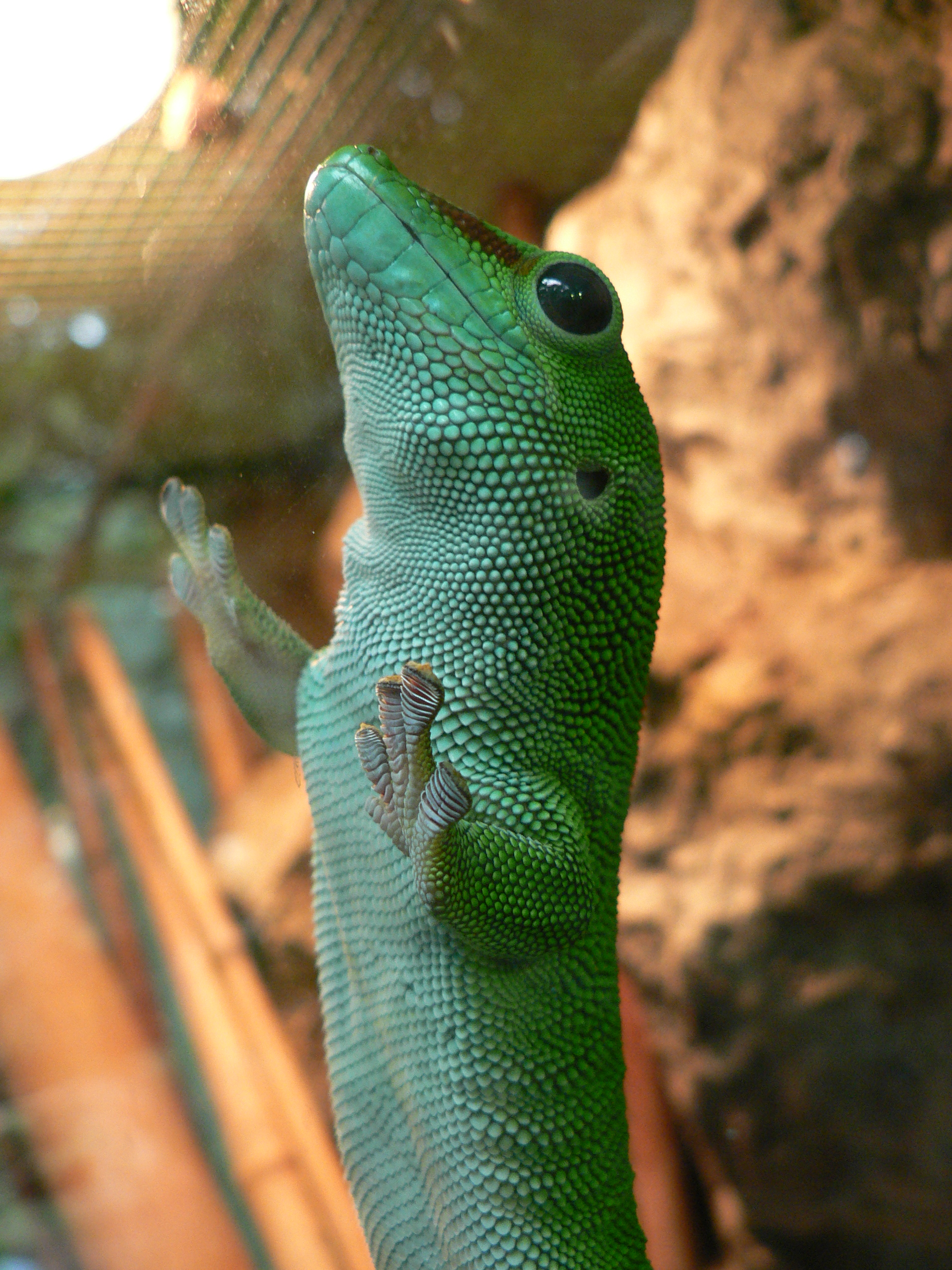
Großer Madagaskar-Taggecko im Zoologisch-Botanischen Garten Budapest

Die Art wird gerne in Terrarien gehalten. In Deutschland wird sie so erfolgreich nachgezüchtet, dass sie 2005 als damalige Unterart von Ph. madagascariensis gemäß Anlage 5 zu § 7 Abs. 2 Bundesartenschutzverordnung von der Meldepflicht ausgenommen wurde; weiterhin ist der rechtmäßige Erwerb und die Herkunft nachweispflichtig.
Für eine artgerechte Haltung dieser großwüchsigen Taggeckos ist ein entsprechend dimensioniertes Terrarium Voraussetzung. Der Gecko sollte nur mäßig gefüttert werden, da er zur Verfettung neigt. Auf Dauer ist nur eine paarweise Haltung möglich.